# 2015年の交通
2015年の交通（2015ねんのこうつう）とは、2015年（平成27年）に起こった交通関係の出来事をまとめたページである。
2014年の交通 - 2015年の交通 - 2016年の交通

## 出来事の一覧

### 1月
- 3日
  - （海運事故）  英国南部のサウサンプトン沖合で、シンガポール船籍の自動車運搬船「ホーグ・オーサカ」（英語）が座礁[1]。
- 22日
  - （就航）  阪九フェリーが、泉大津（大阪府泉大津市） - 新門司（福岡県北九州市門司区）航路に、新造船「いづみ」を就航[2]。
- 31日
  - （最終運航）  宮古フェリー、はやてが、それぞれ最終運航（伊良部大橋開通に伴うもの）。

### 2月
- 27日
  - （不祥事・事件）  させぼバスで運転士が乗客に『死ね』等の暴言で停職の懲戒処分[3]。

### 4月
- 10日
  - （就航）  五島産業汽船が、有川港（長崎県南松浦郡新上五島町） - 佐世保港（同県佐世保市）航路を開設。「フェリーありかわ」および高速船「夢咲（ゆめさき）」を同航路に就航[4][5]。
- 21日
  - （就航）  佐渡汽船が、直江津港（新潟県上越市） - 小木港（同県佐渡市）航路に、新造船・高速カーフェリー「あかね」を就航[6]。
  - （就航）  阪九フェリーが、泉大津（大阪府泉大津市） - 新門司（福岡県北九州市門司区）航路に、新造船「ひびき」を就航[7]。
- 29日
  - （海運） パナマ運河庁がパナマ運河の新通航料体系を発表[8]

### 6月
- 1日
  - （事故）  中国・湖北省の長江で大型客船「東方之星（中国語版）」（乗客・乗員458名）が転覆・沈没する事故が発生[9]。

### 7月
- 31日
  - （船舶火災）  商船三井フェリーのフェリー「さんふらわあ だいせつ」が、苫小牧港沖を航行中に火災が発生。この火災により、乗員1名が死亡した[10]。

### 8月
- 6日
  - （開通）  スエズ運河新水路開通[8][11]。

### 9月
- 16日
  - （就航）  大洋フェリーが、大阪南港（大阪市）- 新門司港（北九州市）航路に、新造船「フェリーおおさかあかね2」を就航[12]。

### 10月
- 28日
  - （交通事故）  宮崎県宮崎市・目抜き通りの県道で、自動車が700 m暴走し歩道に乗り上げ6人をはねた。死者が2名出ている[13]。

### 11月
- 29日
  - （就航）  大洋フェリーが、大阪南港（大阪市） - 新門司港（北九州市）航路に、新造船「フェリーきたきゅうしゅう2」を就航[14]。

### 12月
- 22日
  - （裁判）  横浜地裁は笹子トンネル天井板落下事故で死亡した5人の遺族から提起されていた損害賠償請求訴訟において中日本高速道路と中日本ハイウェイ・エンジニアリング東京の過失を認め合計4億4千万円の支払いを命じる判決を言い渡した[15]。